# Mapleton (Maine, város)
Mapleton város az USA Maine államában, Aroostook megyében. Lakosainak száma 1886 fő (2020. április 1.).

## Népesség
A település népességének változása:

| 2010 | 1 948 |
| 2020 | 1 886 |